# Матиця сербська в Республіці Сербській
Матиця сербська в Республіці Сербській (серб. Матица српска у Републици Српској), повна назва Матиця сербська — Товариство членів у Республіці Сербській (серб. Матица српска — Друштво чланова у Републици Српској) — некомерційна, наукова та неурядова організація, заснована в липні 2010 року в місті Баня-Лука. Першим головою обрано доктора філософії Младен Шукало, професор філологічного факультету Баня-Лукського університету. Генеральний секретар — Драго Бранкович, голова скупщини Матиці сербської — Сніжана Савич.

## Опис
Товариство засновано з метою збереження духовних і культурних цінностей сербів Боснії і Герцеговини, розвитку літератури, мистецтва і науки сербського народу; розвитку зв'язків з іншими народами (переважно слов'янськими). Товариство займається науково-дослідною, видавничою та архівною діяльністю у сфері культури, а саме організацією і координацією науково-дослідної роботи у сфері суспільних і гуманітарних наук; виданням наукових журналів і створенням проєктів у галузях природничих і суспільних наук, літератури і мови, а також галузях мистецтва. Товариство активно вивчає літературу всіх народів Боснії та Герцеговини, займається енциклопедичною діяльністю в наукових галузях, виданням великих наукових робіт, захистом державних архівів, співпрацею з академіями наук і мистецтв у Боснії і за кордоном, а також приймає пожертви та будь-яку іншу фінансову і матеріальну допомогу.
Центр Матиці сербської в Республіці Сербській — Баня-Лука, район Побрдже, вулиця Милоша Матича.

## Проєкти
На установчих зборах Скупщина Товариства членів Матиці сербської встановила п'ять напрямів науково-дослідної діяльності:
- Сербська література в ста книгах
- Населення Республіки Сербської
- Словник письменників і поетів Республіки Сербської
- Етномузикологічна діяльність у Республіці Сербській
- Демографія та демографічний розвиток Республіки Сербської[1]